# Edmond de Goncourt
Edmond Huot de Goncourt ([ɛdmɔ̃ də ɡɔ̃kuʁ] Nancy, 26 de mayo de 1822-Champrosay, 16 de julio de 1896) fue un escritor francés cuya familia procedía de Goncourt en Haute-Marne. Escribió parte de su obra en colaboración con su hermano, Jules de Goncourt. Las obras de los hermanos Goncourt pertenecen a la corriente del naturalismo. Estudió en el liceo Condorcet. Fue amigo de Gavarni, Gustave Flaubert, Alphonse Daudet, Émile Zola... Edmond de Goncourt fue el fundador de la Academia Goncourt que otorga anualmente el Premio Goncourt.
Eugène Carrière (1849-1906), que había sido presentado por Gustave Geffroy a Edmond de Goncourt, fue un habitual del «Granero» de este, en el que se reunían entre otros Maurice Barrès, Alphonse y Léon Daudet, Gustave Geffroy, Roger Marx, Octave Mirbeau, Auguste Rodin y Émile Zola. Carrière pintó al menos siete retratos de Edmond, que lo visitaba en su taller de Batignolles (Pontoise, museo Tavet-Delacour) 
Edmond de Goncourt está enterrado en el Cementerio de Montmartre, en París.

## ElDiario

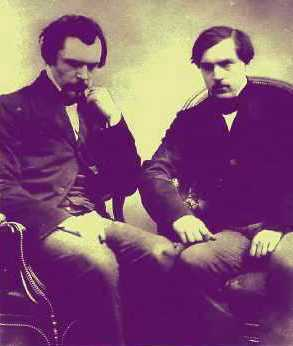
Edmond de Goncourt (izq.) junto a su hermano Jules

Mientras la obra de ficción de los Goncourt tiene hoy en día relativamente pocos lectores, su Diario es un testimonio valiosísimo acerca de la sociedad literaria parisina de finales del siglo XIX. 
El autor principal de este Diario hasta su muerte en 1870 fue Jules, aunque Edmond lo prosiguió. El diario, subtitulado Memorias de la vida literaria, es un conjunto de notas generalmente breves, tomadas día a día. En él encontramos, desordenadamente, siguiendo las fechas.
- Observaciones acerca de la salud de ambos autores y de sus amigos. Especialmente, durante el año 1870, la enfermedad de Jules, que concluye con su muerte, aparece cuidadosamente descrita por Edmond, aunque esta minuciosidad en la descripción de la convalecencia de su hermano no excluye un dolor profundo.
- El relato de los conflictos de los autores con las comisiones de censura, muy virulentas y restrictivas tanto durante la III República como bajo el Segundo Imperio.
- Las relaciones de los autores con la crítica, a veces dura cuando no insultante. Las novelas de los dos hermanos, como las de Émile Zola con frecuencia chocaron a sus contemporáneos y los críticos más pacatos.
- El relato del éxito o del fracaso de los libros, y especialmente de las obras de teatro (la mayoría de las novelas se adaptaban para el teatro en esa época). Era difícil saber con antelación si una obra iba a ser un éxito o iba a ser abucheada.
- Algunos «se dice» más o menos malevolentes oídos a derecha e izquierda.
- Observaciones políticas en las que los autores se muestran contrarios a la república y dan vía libre a su antisemitismo (Édouard Drumont era amigo de Edmond). Esto es especialmente visible bajo la III República en Edmond.
- Cosas escuchadas en comidas mundanas y salones. Estos artículos nos muestran a personajes que se han hecho famosos (escritores, artistas, científicos, filósofos, políticos) de modo a menudo sorprendente. La publicación de estos temas llevó con frecuencia a disputas entre los Goncourt y sus conocidos, que les reprochaban falta de discreción. Sin embargo, Edmond aseguraba que nunca se había inventado ni había deformado nada.

## Premio Goncourt
En el testamento de Edmond de 1896 se recogía la promesa de crear un premio literario, el «Premio Goncourt».